# 1964 (emulator)
1964 är en Nintendo 64-emulator som kan användas för att spela N64-spel på en dator. Det består av fri programvara och är licenserat under GNU GPL-licensen. Filerna för programmet är bland annat i formatet .Z64 och deras storlek varierar.

## Systemkrav
AMD Athlon XP 2200+ / Intel Pentium 4 (2 GHz) eller senare.